# Marcus Tulio Tanaka
Marcus Tulio Tanaka (jap. 田中 マルクス闘莉王 Tanaka Marukusu Tūrio; * 24. April 1981 in São Paulo) ist ein japanischer Fußballspieler mit brasilianischen Wurzeln. Sein Geburtsname ist Marcus Tulio Lyuji Murzani Tanaka, aber er wird meist nur Tulio genannt.

## Karriere

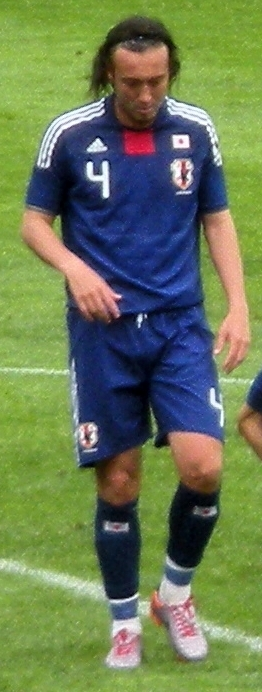
Marcus Tulio Tanaka

Der in Brasilien als Sohn eines japanischstämmigen Vaters und einer italienischstämmigen Mutter geborene Tulio zog mit 15 Jahren nach Japan und besuchte dort zunächst eine Oberschule in der Präfektur Chiba. Nach dem Abschluss im Jahre 2001 schlug er die Karriere eines Fußballprofis ein und wurde von Sanfrecce Hiroshima verpflichtet. Er gab sein Debüt in der J-League am 11. März gegen die Kashima Antlers, wo er auch gleich sein erstes Tor erzielte. Tulio kam in dieser Saison auf insgesamt 17 Einsätze. In der folgenden Saison 2002 stieg Hiroshima in die J2 ab und der Brasilianer Tulio wurde auf Grund einer Ausländerbeschränkung zunächst nach Mito ausgeliehen. 2003 erlangte Tulio aber dann die japanische Staatsbürgerschaft. Nach dem Jahr in der zweiten Liga, wo er 42 Mal für Mito spielte, kehrte er aber nicht nach Hiroshima zurück, sondern wechselte nun zu den Urawa Reds. Dort wurde er bereits in seinem ersten Jahr zum Leistungsträger und wurde auch in die Jugendnationalmannschaft Japans berufen, mit der er an den Olympischen Spielen in Athen teilnahm. Nach der Vizemeisterschaft für Urawa wurde Tulio in die beste Elf der Saison 2004 gewählt. Auch nach dem zweiten Platz in der Saison 2005 gehörte Tulio wieder zur besten Elf. Steigern konnte er dies sogar noch in der folgenden Saison 2006, wo er mit seiner Leistung großen Anteil an der ersten Meisterschaft für Urawa hatte und er zum besten Spieler der Saison gewählt wurde. In die Nationalmannschaft wurde Tulio in dieser Saison auch berufen, wo er am 9. August 2006 sein Debüt gegen Trinidad und Tobago gab. Am 6. März 2010 wechselte er zum J-League-Verein Nagoya Grampus.

## Spielstil
Tulio ist ein Verteidiger, der durch seinen hohen Einsatz und Siegeswillen auffällt. Er ist für japanische Verhältnisse ein relativ großer Spieler und kann sich daher im Luftkampf meist gut behaupten. Bekannt sind seine Ausflüge in die Offensive, durch die er schon viele wichtige Tore erzielt hat. Die meisten Tore erzielt er durch seine gefürchteten Kopfbälle.

## Auszeichnungen
- 2006 – J. League Fußballer des Jahres
- J. League Best Eleven – 2004, 2005, 2006, 2007 und 2008

## Erfolge
- 2004 – Teilnehmer der Olympischen Spiele in Athen
- 2005 – Emperor’s-Cup-Gewinner
- 2006 – J.League-Gewinner, Emperor’s-Cup-Gewinner, Super-Cup-Gewinner, J. League Most Valuable Player
- 2007 – AFC-Champions-League-Gewinner, FIFA-Klub-World-Cup-Dritter
- 2011 – Japanischer Supercup